# Rinkaby kyrka, Skåne
Rinkaby kyrka är en kyrkobyggnad i Rinkaby, halvvägs mellan Kristianstad och Åhus. Den tillhör Fjälkinge församling i Lunds stift.

## Kyrkobyggnaden

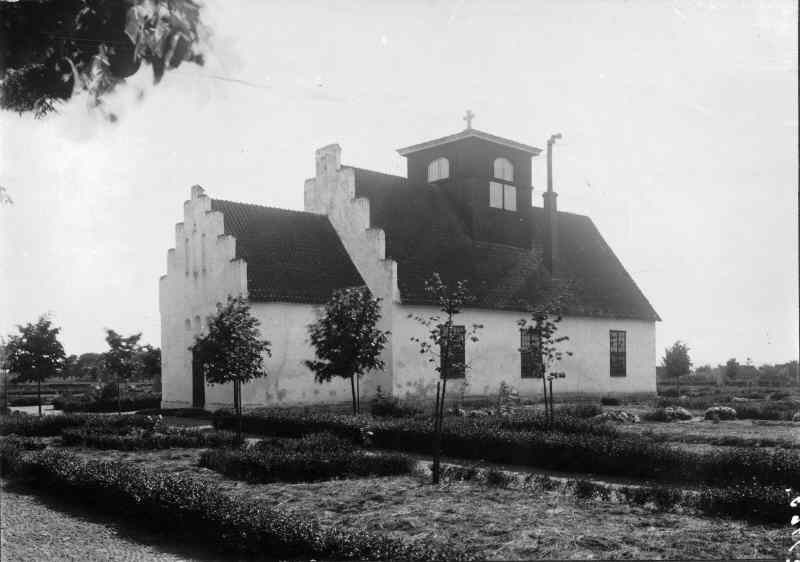
Kyrkan från nordöst innan träden blivit stora.

Kyrkan är uppförd av tegel, förmodligen i mitten av 1200-talet. Valven har tillkommit senare men är rikt bemålade under slutet av medeltiden av målaren Rinkabymästaren, vilken även räknas in i Vittskövlegruppen. Bilderna visar bibliska motiv i medeltida utformning. Målaren verkar dock inte ha inspirerats av skånska 1400-talsbönder utan kopierat bilderna från tyska träsnitt. Någon gång på 1600-talet eller 1700-talet överkalkades målningarna, men 1928 återupptäcktes dessa och togs fram. Statens historiska museums kommentar om målningarna: "välbevarade men något blekta och skadade vid framtagningen".

## Inventarier
Dopfunten är huggen i sandsten omkring år 1200. Funten är 770 mm hög och anses härstamma från den så kallade Vitabygruppen. Predikstolen är från slutet av 1600-talet. Det är även altaruppsatsen som krönts med Karl XI:s namnchiffer. Altartavlan ska enligt uppgift vara målad 1695 av Eric Gelliers och dess motiv är Kristus under passionshistorien. I tornet hänger två kyrkklockor där lillklockan är äldst och gjuten på 1400-talet. Storklockan är gjuten år 1695

### Orgel
Den nuvarande orgeln byggdes 1904 av Johannes Magnusson, Göteborg. Orgeln har mekanisk traktur och pneumatiska lådor. Orgeln har fasta kombinationer och tremulant. 1980 omdisponerades och utökades orgeln av Gunnar Carlsson, Borlänge.
| Manual I      | Manual II    | Pedal        | Koppel |
| Gedackt 8´    | Rörflöjt 8´  | Subbas 16´   | I/P    |
| Principal 4'  | Gemshorn 4'  | Principal 8' | II/P   |
| Rörflöjt 4'   | Principal 2' |              | II/I   |
| Blockflöjt 2' |              |              |        |
| Mixtur 3 chor |              |              |        |
| Corno 8'      |              |              |        |

## Bildgalleri

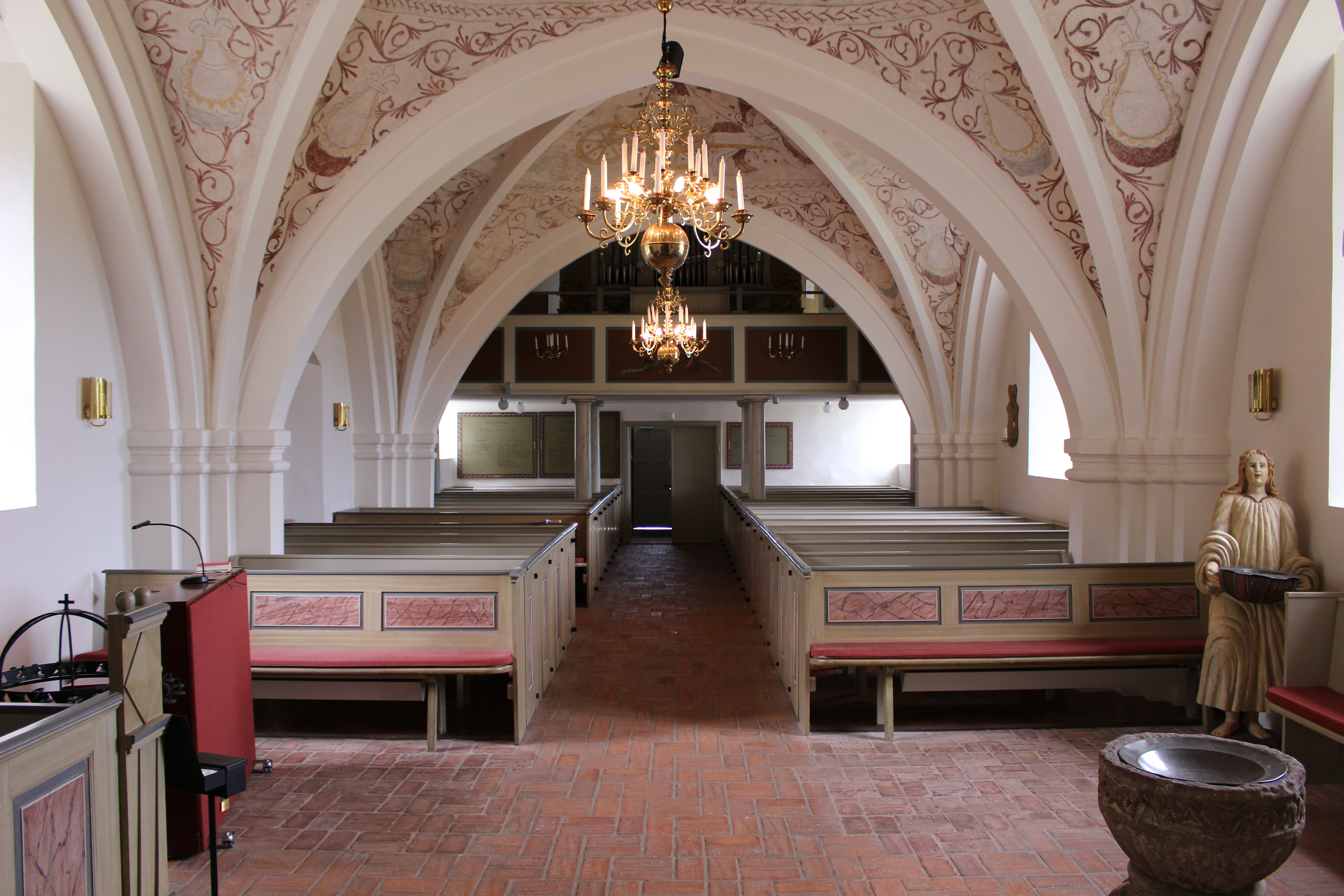
Kyrkorum mot väster.
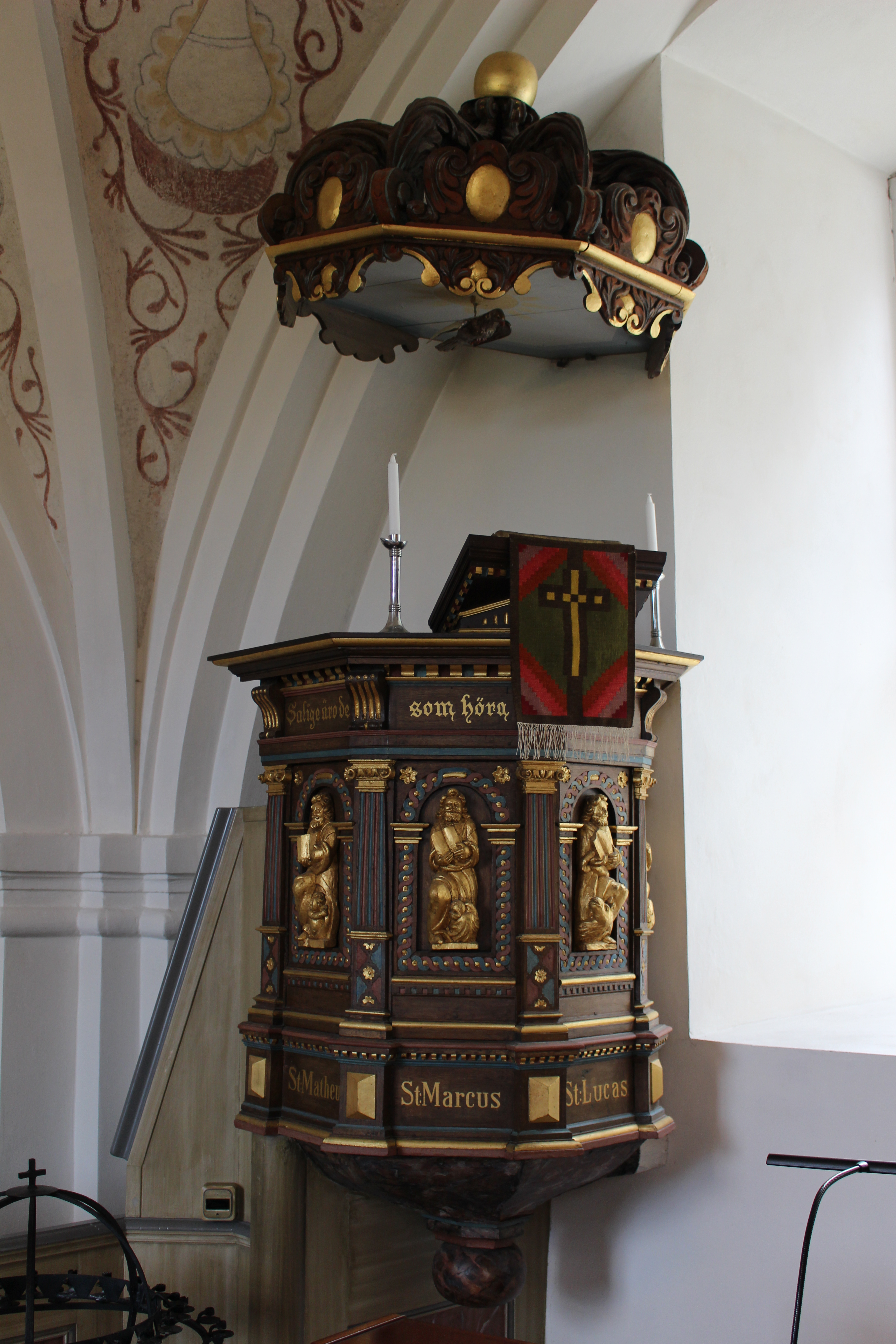
Predikstol.
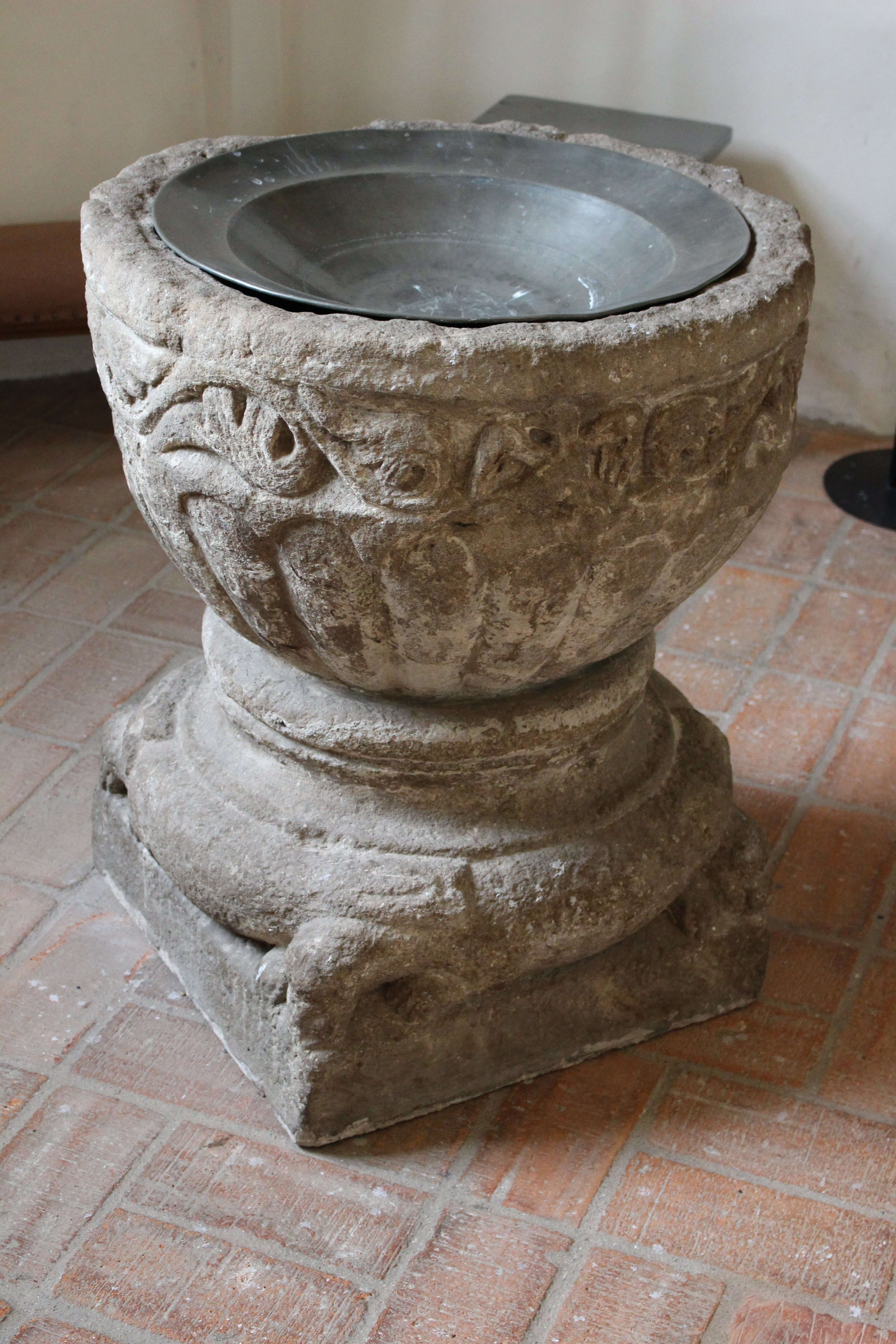
Dopfunt.
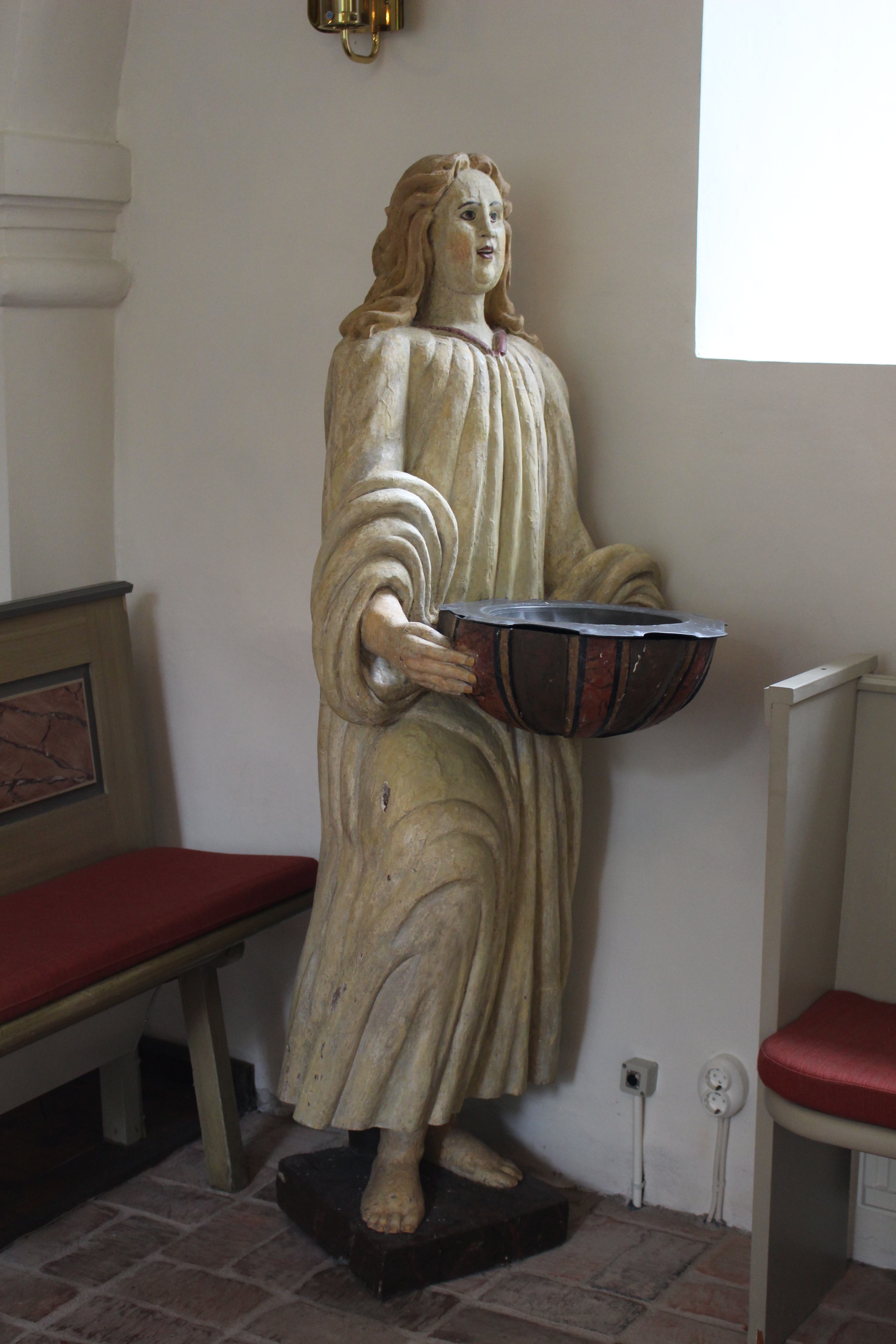
Dopängel.
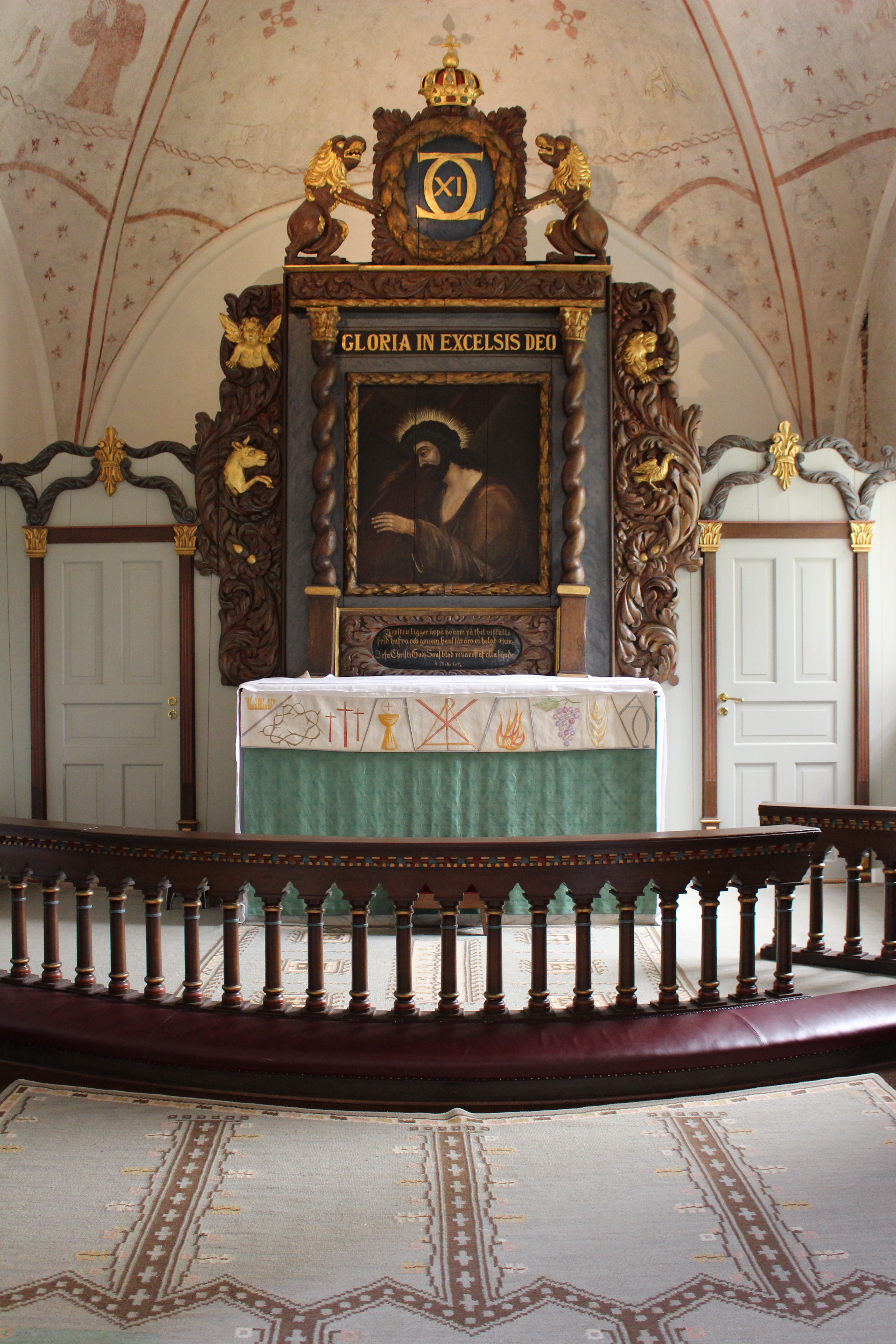
Altaruppsats.
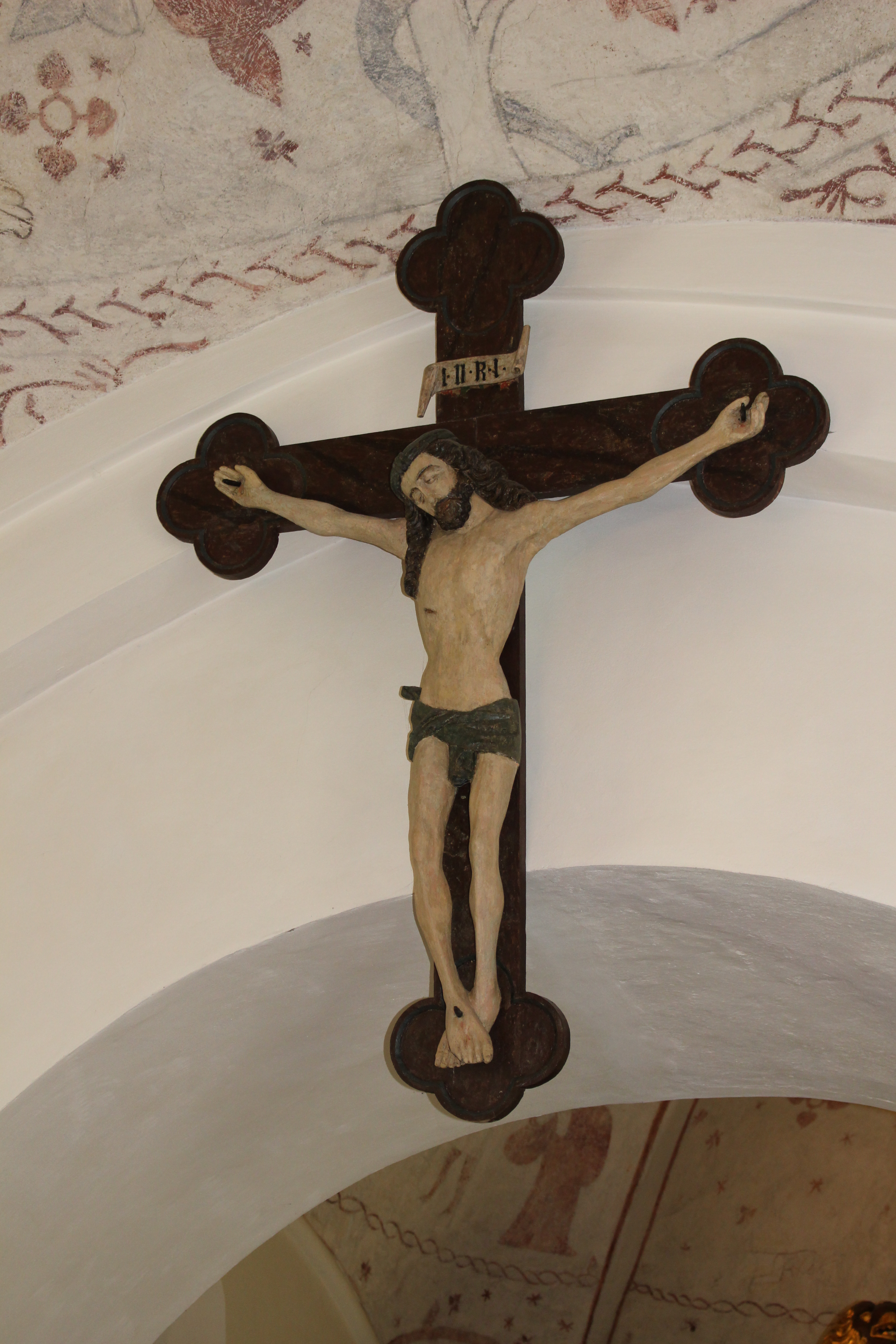
Krucifix på korets valvbåge.
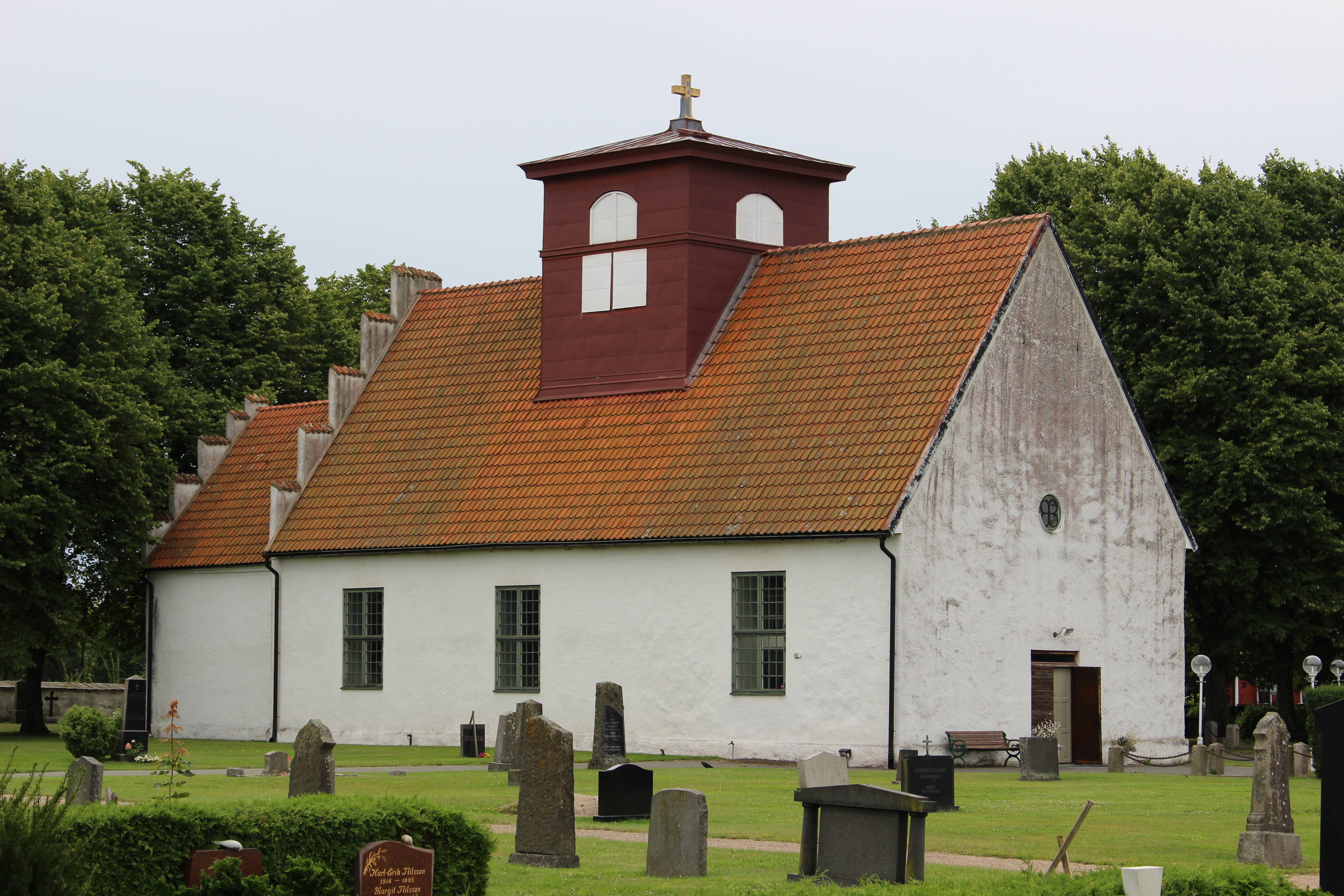
Kyrkan från nordväst.
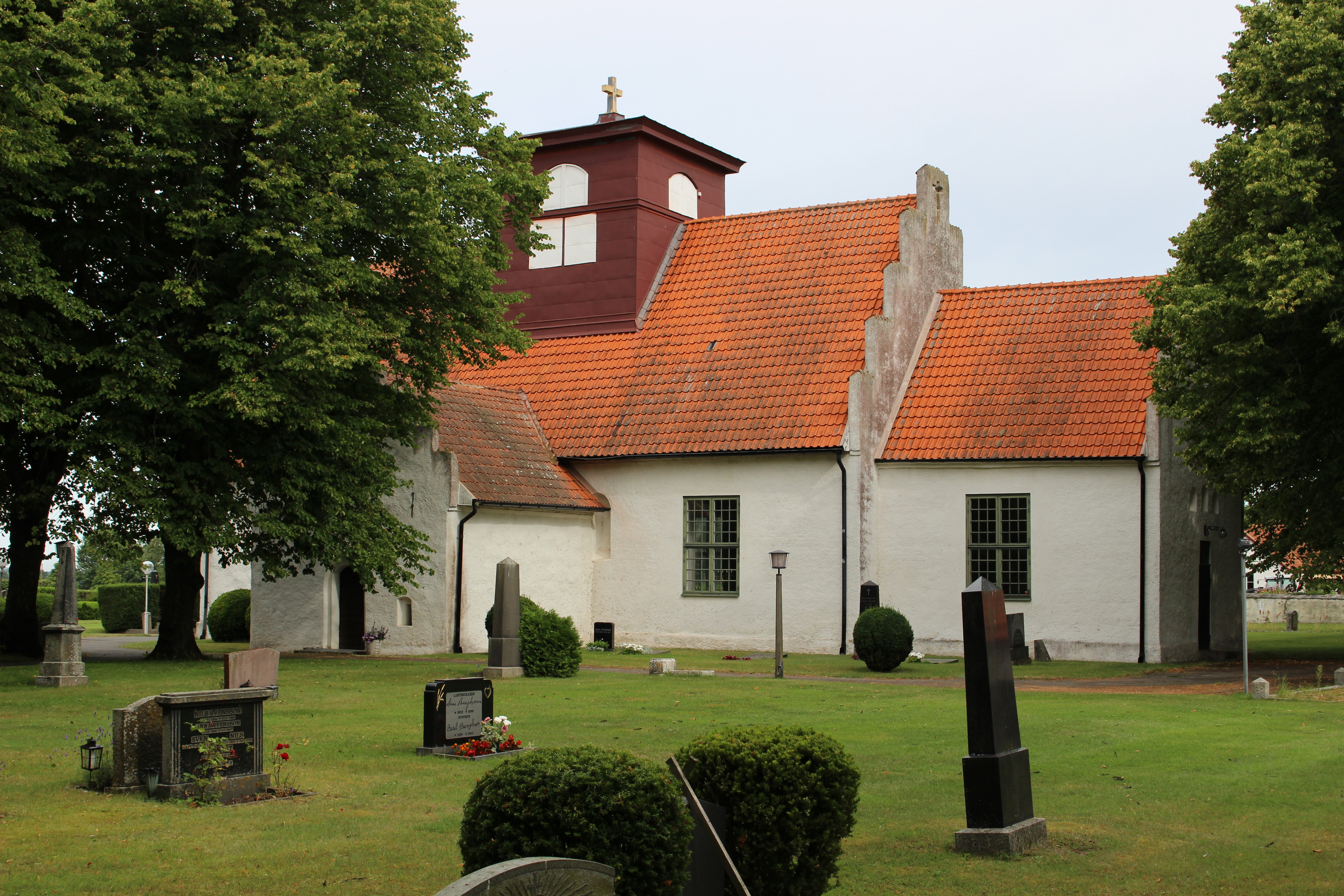
Kyrkan från sydost.
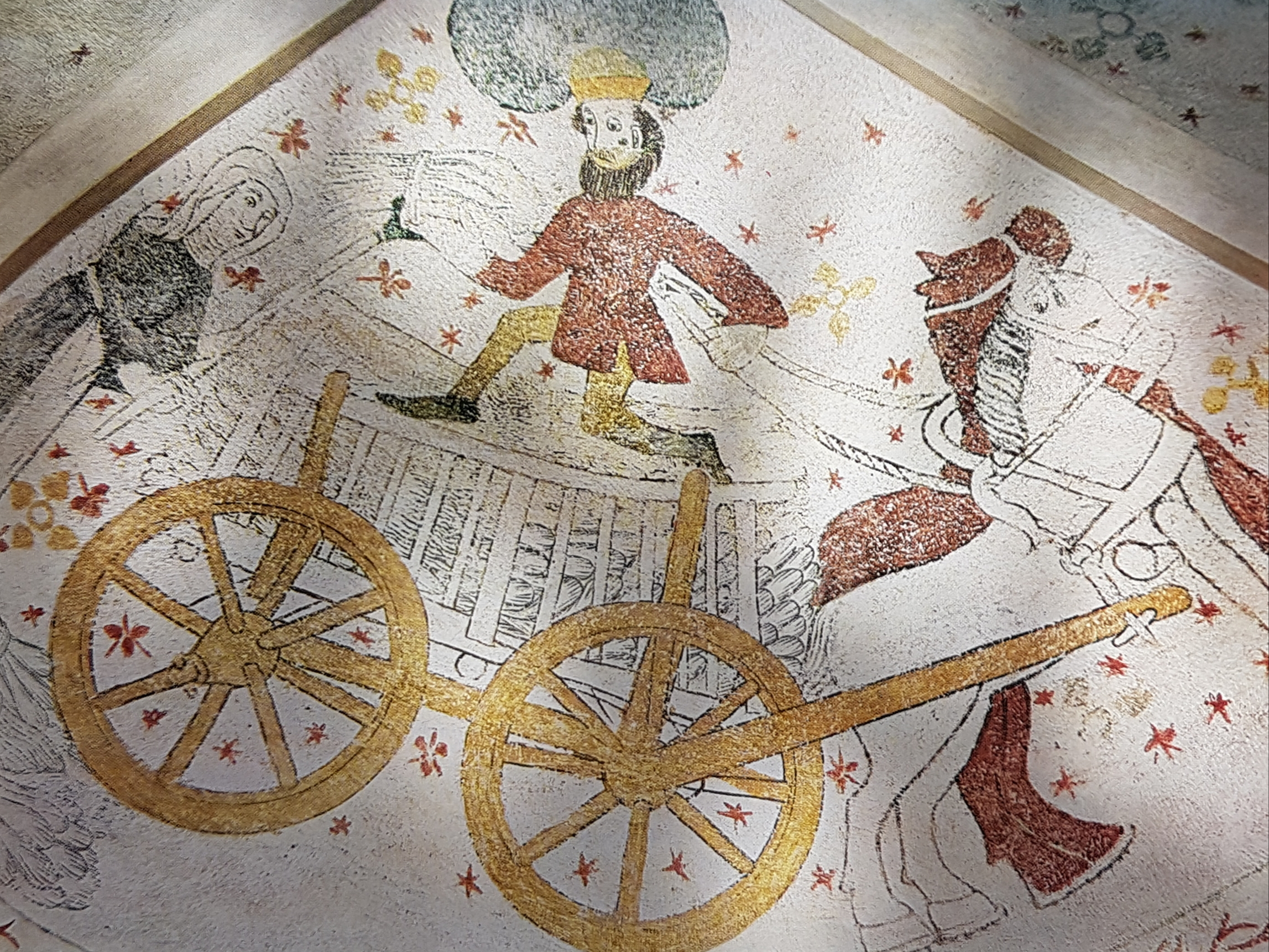
Kalkmålning från 1400-talet. "Säden körs in"
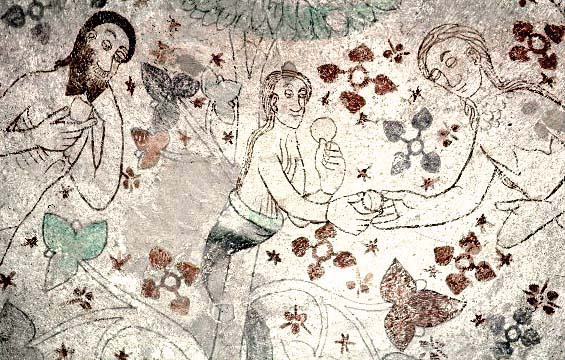
"Syndafallet"
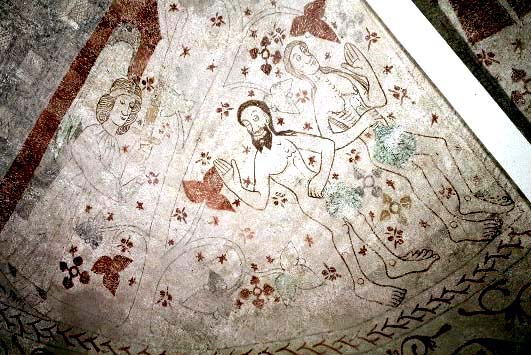
"Utdrivandet ur paradiset"
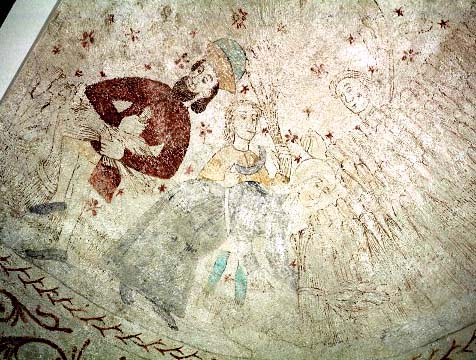
"Eva och Adam skördar"